# Le drapeau noir flotte sur la marmite
Le drapeau noir flotte sur la marmite è un film del 1971 diretto da Michel Audiard.

## Trama

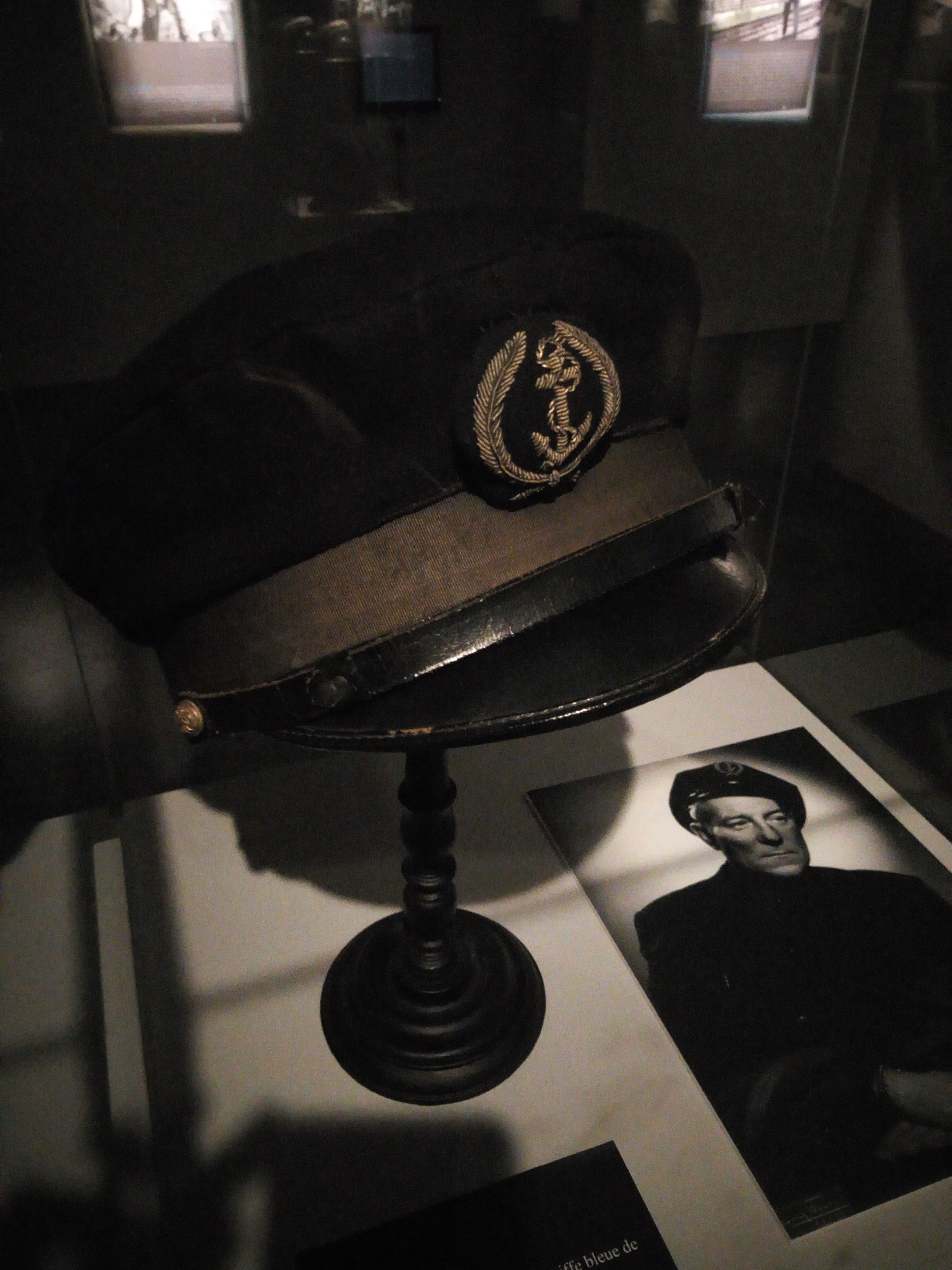
berretto da ufficiale della marina con copricapo blu di Jean Gabin - Moncorgé, 1944-1945 Coll. Il Museo Jean Gabin (Mériel) ha esposto nel gennaio 2018 al Museo della Liberazione di Parigi, Montparnasse

Victor è un vecchio droghiere che, racconta sempre a tutti storie del suo passato da marinaio. Nessuno crede ai suoi racconti, ma un giorno suo nipote vince un concorso per modellini di barche, trasformando poi il modello in una barca reale grazie anche all'aiuto di Victor.